# Hemigraphis viridis
Hemigraphis viridis là một loài thực vật có hoa trong họ Ô rô. Loài này được Merr. mô tả khoa học đầu tiên năm 1918.